# El M'Ghair
El M'Ghair là một đô thị thuộc tỉnh El Oued, Algérie. Dân số thời điểm năm 2002 là 40.228 người.

## Khí hậu
El M'Ghair có khí hậu sa mạc nóng (phân loại khí hậu Köppen BWh), với mùa hè rất nóng và mùa đông ôn hòa.
| Dữ liệu khí hậu của El M'Ghair          | Dữ liệu khí hậu của El M'Ghair | Dữ liệu khí hậu của El M'Ghair | Dữ liệu khí hậu của El M'Ghair | Dữ liệu khí hậu của El M'Ghair | Dữ liệu khí hậu của El M'Ghair | Dữ liệu khí hậu của El M'Ghair | Dữ liệu khí hậu của El M'Ghair | Dữ liệu khí hậu của El M'Ghair | Dữ liệu khí hậu của El M'Ghair | Dữ liệu khí hậu của El M'Ghair | Dữ liệu khí hậu của El M'Ghair | Dữ liệu khí hậu của El M'Ghair | Dữ liệu khí hậu của El M'Ghair |
| Tháng                                   | 1                              | 2                              | 3                              | 4                              | 5                              | 6                              | 7                              | 8                              | 9                              | 10                             | 11                             | 12                             | Năm                            |
| --------------------------------------- | ------------------------------ | ------------------------------ | ------------------------------ | ------------------------------ | ------------------------------ | ------------------------------ | ------------------------------ | ------------------------------ | ------------------------------ | ------------------------------ | ------------------------------ | ------------------------------ | ------------------------------ |
| Trung bình ngày tối đa °C (°F)          | 16.9 (62.4)                    | 19.4 (66.9)                    | 23.5 (74.3)                    | 28.0 (82.4)                    | 33.3 (91.9)                    | 38.0 (100.4)                   | 41.5 (106.7)                   | 40.7 (105.3)                   | 35.4 (95.7)                    | 28.9 (84.0)                    | 22.1 (71.8)                    | 17.6 (63.7)                    | 28.8 (83.8)                    |
| Trung bình ngày °C (°F)                 | 10.9 (51.6)                    | 13.3 (55.9)                    | 16.8 (62.2)                    | 20.8 (69.4)                    | 25.9 (78.6)                    | 30.8 (87.4)                    | 33.8 (92.8)                    | 33.3 (91.9)                    | 28.7 (83.7)                    | 22.5 (72.5)                    | 16.2 (61.2)                    | 11.9 (53.4)                    | 22.1 (71.7)                    |
| Tối thiểu trung bình ngày °C (°F)       | 5.0 (41.0)                     | 7.2 (45.0)                     | 10.1 (50.2)                    | 13.7 (56.7)                    | 18.5 (65.3)                    | 23.7 (74.7)                    | 26.1 (79.0)                    | 25.9 (78.6)                    | 22.1 (71.8)                    | 16.2 (61.2)                    | 10.3 (50.5)                    | 6.2 (43.2)                     | 15.4 (59.8)                    |
| Lượng Giáng thủy trung bình mm (inches) | 8 (0.3)                        | 5 (0.2)                        | 12 (0.5)                       | 9 (0.4)                        | 7 (0.3)                        | 1 (0.0)                        | 0 (0)                          | 2 (0.1)                        | 9 (0.4)                        | 12 (0.5)                       | 12 (0.5)                       | 10 (0.4)                       | 87 (3.6)                       |
| Nguồn: climate-data.org                 |                                |                                |                                |                                |                                |                                |                                |                                |                                |                                |                                |                                |                                |